# Più bella cosa
Più bella cosa est une chanson écrite et composée par Eros Ramazzotti extraite de l'album Dove c'è musica. 
Elle raconte l'histoire d'amour que le chanteur a vécue avec sa compagne de l'époque, Michelle Hunziker.

## Composition et tonalité
La tonalité de cette chanson est en ré bémol majeur au couplet, puis module en mi bémol majeur pendant le refrain.